# 晋元中学
晋元中学，位于中国广东省梅州市蕉岭县西部三圳鎮芳心村，为蕉岭县的一个县级文物保护单位，类型为古建筑，公布时间为1985年。
晋元中学前身是三圳公学。1913年，三圳公学创办。1925年，谢晋元就读于三圳公学，1946年，为褒揚谢晋元，三圳公学更名为蕉岭县私立晋元中学，以《八百壮士之歌——中国一定强》歌曲为校歌。1985年，學校公布为蕉岭县文物保护单位。1991年4月24日，「谢晋元将军教学楼」落成剪彩。